# Be Nice
"Be Nice"는 힙합 그룹 블랙 아이드 피스의 곡으로, 스눕 독이 피처링 하였다. 두 가수 사이에서 이루어진 첫 번째 곡이다.
가사의 내용은 우리의 차이가 어떠하든 항상 함께 하는 것에 대한 노래이다.
NBC의 송라이터 프로그램 송랜드에서 만들었으며, 작가는 애덤 프리드먼이다.